# シュチェパン・マリ
シュチェパン・マリ (セルビア語キリル・アルファベット: Шћепан Мали 発音: [ɕt͡ɕɛ̂paːn mâːli] シュチェパーン・マーリ; 1739年ごろ – 1773年9月22日)は、モンテネグロの君主（在位: 1768年 - 1773年）。モンテネグロ史上最初にして唯一ツァル (ツァーリ、皇帝)を号した人物である。前半生は謎に包まれており、歴史上に姿を現した時から、彼は数年前に廃位され死んだはずのロシア皇帝ピョートル3世その人ではないかと噂されて支持を集めた。そして瞬く間にモンテネグロの支配者ツェティニェ府主教（モンテネグロ主教公）を押しのけて絶対君主に上りつめた。
シュチェパンはみずからピョートル3世を名乗ったわけではないものの、モンテネグロ人たちの思い込みと熱狂的な支持を背景に、氏族間の抗争を禁止し裁判制度を整備するなど数々の改革を打ち出し、オスマン帝国の侵攻やヴェネツィア共和国の陰謀を跳ね除けた。モンテネグロに来たロシア使節によってピョートル3世ではないことを暴露され一時は失脚したものの、まもなくこの使節をも味方につけて君主の座に返り咲いた。5年間の短い治世の末、最後はオスマン帝国が買収した召使に暗殺された。
シュチェパンの業績については、「理想的な君主」と「詐欺師」という逆説的な評価がせめぎ合っている。彼の生涯と治世を題材とした演劇と映画がそれぞれ2作ずつ製作されており、そのうちの一つである1955年の映画『偽皇帝』は、モンテネグロ初の長編映画となっている。

## 略歴
1766年秋、シュチェパンはモンテネグロ付近の村に現れた。それ以前の彼の経歴は不明であり、シュチェパンという名が本名なのか、なぜマリ（「小さき」「謙虚な」の意）という通称がついたのかすら分かっていない。シュチェパンがピョートル3世であるという噂も、誰が何のために流し始めたのか定かでない。少なくともシュチェパン自身は公式にピョートル3世を自称したことは無かった一方で、明確に否定もしなかった。とはいえ1767年の間、シュチェパンは自分がピョートル3世であると匂わせるような漠然としたほのめかしを振りまき、その結果ほとんどのモンテネグロ人が、彼がロシアの先帝ピョートル3世であると信じるに至った。
それまで「主教公」としてモンテネグロに君臨していたツェティニェ府主教サヴァ・ペトロヴィチは、ロシアの駐コンスタンティノープル大使に問い合わせて真のピョートル3世はすでに死んだという返答を受け取り、自身が生前のピョートル3世に謁見した経験も踏まえてシュチェパンが偽者であると暴露した。ところがほとんどのモンテネグロ人はサヴァの言に耳を貸さず、噂を信じ続けた。1767年のうちにシュチェパンはモンテネグロの君主として推戴され、代わりにサヴァは翌1768年2月に修道院へ追いやられた。これ以降、シュチェパンはモンテネグロに絶対君主として君臨した。
シュチェパンは短い治世の間に目覚ましい成果を挙げた。それまで抗争が絶えなかったモンテネグロ諸氏族の間に恒久的な和平を結ばせ、国内に初めて平和をもたらした。彼が行った社会的、行政的、社会的な改革は、モンテネグロが真に国家としての体制を築き上げる基礎となった。バルカン半島に突如「ロシア皇帝」が出現したという事態は、ヨーロッパ中の耳目を集めた。シュチェパンとは誰なのか、なぜ、何のためにピョートル3世を騙っているのかといった様々な疑念に関心が高まった。
シュチェパンをめぐるモンテネグロや周辺地域の熱狂ぶりに危機感を覚えたオスマン帝国が1768年に侵攻してきたが、モンテネグロ人はこれを撃退した。本来のピョートル3世の皇后で、彼を廃位しみずからロシア皇帝となっていたエカチェリーナ2世は、モンテネグロとシュチェパンに対し冷ややかな態度を取り、様々な手を尽くしてシュチェパンを君主の座から降ろそうとしたが、これもうまくいかなかった。1769年、ロシアからモンテネグロに送られてきた使節団が、シュチェパンが詐欺師であると暴露して彼を一時投獄した。しかし他にモンテネグロを統治し得る人材がいなかったので、結局シュチェパンは釈放され君主の座に返り咲いた。モンテネグロ人たちもようやくシュチェパンがピョートル3世ではないと理解し失望したものの、それでもなおシュチェパンの復帰を歓迎し従い続けた。今やシュチェパンはロシアを味方につけ、また彼の代わりもいなかったためであった。
1771年、シュチェパンは地雷事故で大怪我を負い、それ以降は輿に乗るようになった。晩年のシュチェパンも数々の法を成立させて改革を進め続けた。諸氏族の争いを仲裁するための裁判所を設置し、死刑を導入し、中央政府の権力を強めていった。1773年9月、シュチェパンはオスマン帝国に買収された召使に暗殺された。

## 歴史的背景

### モンテネグロ（ツルナ・ゴーラ）主教公と国際的状況

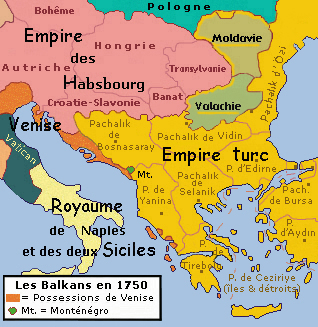
1750年ごろのバルカン半島の大まかな勢力図。モンテネグロ（Mt.）は地図中央の小さな緑色の領域で、東をオスマン帝国（Empire turc）に、西をヴェネツィア共和国（Venise）に囲まれている。

モンテネグロでは、ツェティニェの主教（ヴラディカ、主教公）が諸氏族をゆるやかにまとめ君臨する体制（ツルナ・ゴーラ府主教領）が存在していた。1696年に主教に選出されたダニーロ1世ペトロヴィチ・ニェゴシュは、モンテネグロのイスラム教徒を虐殺・追放してその勢力を排除した。オスマン帝国との対立姿勢が決定的となり度々オスマン軍の侵攻を受けたが、ダニーロ1世とモンテネグロ人は険しく補給が困難な地形を生かしてゲリラ戦を展開し、独立を保ち続けた。これに関心を持ったのが、当時オスマン帝国と争っていたピョートル1世率いるロシア帝国であった。ロシアはバルカン半島各地に使節を送る中で、1711年にモンテネグロにも初めて使節を送った。モンテネグロ人は、ロシアのツァーリ（皇帝）こそ自由の擁護者であるとして大歓迎した。また1715年にダニーロ1世がみずからロシアに赴いてピョートル1世に謁見すると、ピョートル1世はモンテネグロの独立を認めて資金援助を与えた。
またダニーロ1世は、高位聖職者で妻子を持てない身であるため、甥を後継者に指名する変則的な世襲神権体制を築いた。1737年にダニーロ1世が死去すると甥のサヴァが主教公を継承した。彼以後もモンテネグロの主教公がロシアを訪問することが慣例化し、ロシアからも幾度も資金援助が送られた。
小さな山岳国家であるモンテネグロは、オスマン帝国が席巻したバルカン半島の中で独立を保っていた数少ない正教地域であったが、それだけに常にオスマン帝国の軍事的脅威にさらされ続けていた。また西側ではヴェネツィア共和国の領土とも接していた。ヴェネツィアはアドリア海沿岸地域を支配していたものの、この頃になると影響力を失いつつあった。

### モンテネグロと氏族

モンテネグロ主教公サヴァ・ペトロヴィチ

主教公サヴァは、モンテネグロ内に分立する諸氏族に対して十分な権威を発揮できずにいた。彼はモンテネグロ人からあまり敬意を払われておらず、孤立していた。当初は、より有能で人望がある従弟のヴァシリイェと共同統治をしていたが、1766年3月10日にヴァシリイェが没し、モンテネグロはますます指導者不在の状態に陥っていった。
モンテネグロの諸氏族は伝統的に、復讐、名誉、領土・財産の確保、氏族内の結束強化などのために頻繁に殺し合いの抗争を繰り広げていた。ただこうした抗争は停戦を結んで一時休止することができたため、オスマン帝国の侵略など極端な外患が出現すると諸氏族が結束して抵抗し、なんとかモンテネグロの独立を維持できていた。
またモンテネグロ人は外敵に対して守りを固めるばかりではなく、たびたび周辺地域へ略奪遠征（チェトヴァニェ četovanje）に出かけていた。儀礼的にも、若い男性がムスリムを襲撃して初めて切り取った首級を自分の母親に贈るという首狩りの慣習が広く行われていた。カトリック教徒も、モンテネグロ人の略奪対象であった。そうして略奪品を得ておいて、一部の余剰をオスマン領やヴェネツィア領の市場へ持っていき、武器弾薬や客人接遇用のコーヒー・砂糖などと交換するのが常であった。土地が貧しく人口過多に陥りやすいモンテネグロでは、食糧確保と「人口問題の解消」を同時に行える略奪遠征や氏族間抗争が、社会システム内で重要な役割を果たしていた。
ダニーロ1世やヴァシリイェは、オスマン帝国の外圧を利用するなどして氏族間抗争を鎮めるよう努めていた。しかし叔父ダニーロ1世と比べると消極的なサヴァには、諸氏族を統治できるだけの力量が欠けていた。実際のところ、この時点でのモンテネグロは国家と呼べるものではなく、その実態は自立性が高い半遊牧諸氏族が、外からの脅威に対抗するために連帯しているだけの礫岩的な集合体に近かった。後にシュチェパン・マリが成功をおさめた要因の一つには、彼がこうしたモンテネグロの危機的状況を打開する救世主のようなイメージをモンテネグロ人に抱かせることに成功したという点がある。

### ロシア皇帝ピョートル3世の死

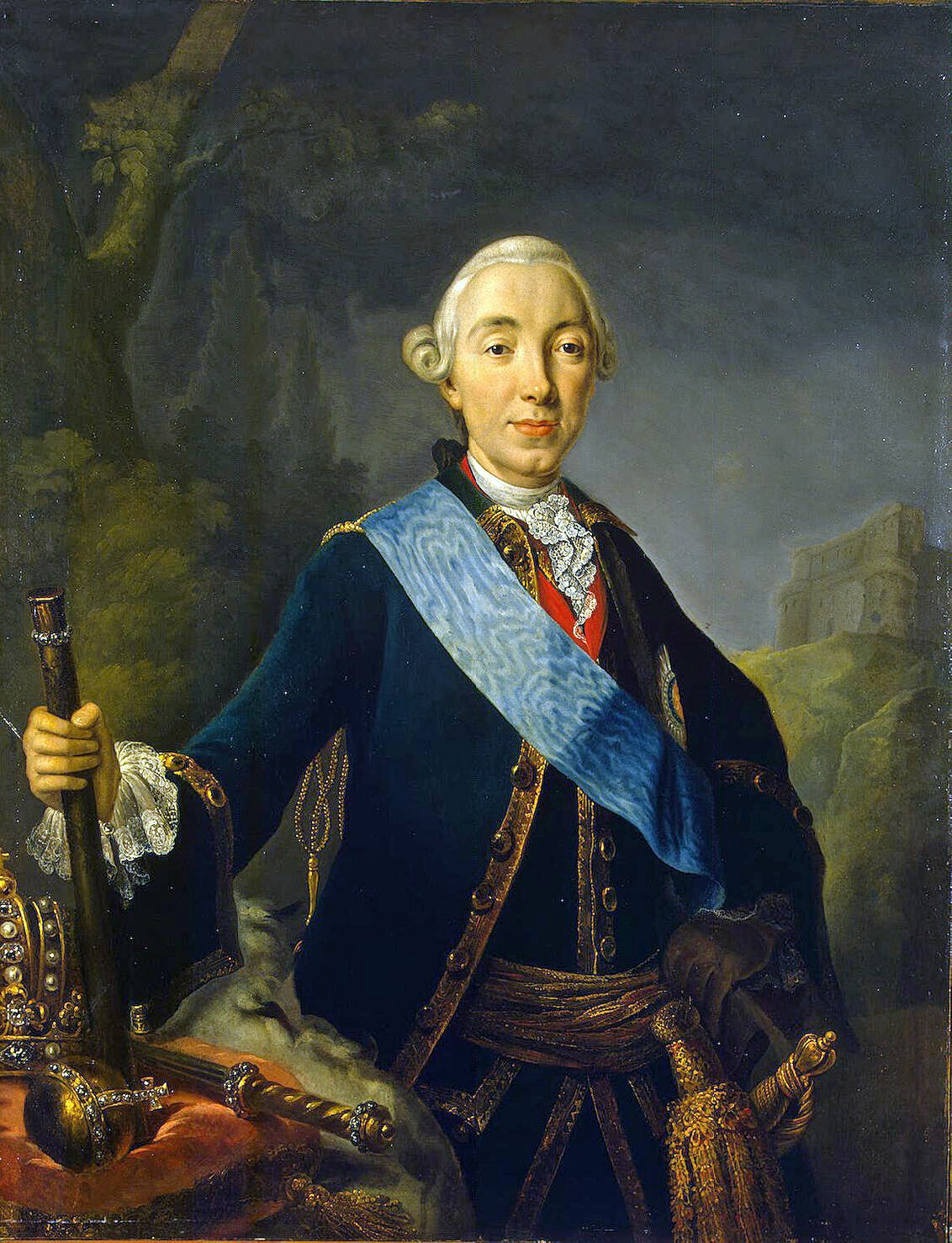
ロシア皇帝ピョートル3世（1761年の肖像画）

1762年7月9日、ロシア皇帝ピョートル3世は、皇后エカチェリーナ（2世）のクーデターにより廃位、幽閉され、まもなく7月17日に死去した。みずから皇帝に即位したエカチェリーナ2世の陰謀で暗殺されたのだとも言われている。それ以降ロシア内外で、実はピョートル3世は死んでおらず、どこかで生き延びているという噂が流れた。それに乗じて、自分こそピョートル3世その人であると騙る僭称者も次々と現れた。1770年代半ばのロシアで、エカチェリーナ2世を追い落とそうとプガチョフの乱を起こしたアタマンのエメリヤン・プガチョフも、そうした僭称者の一例であった。

## 出現と台頭
初めてシュチェパンが歴史上に現れるのは、1766年秋、彼がブドヴァに近いマイネ村にやってきた時である。マイネは現在はモンテネグロ領であるが、当時はヴェネツィアの支配下にあった。シュチェパンはこの村で医師として活動し、地元民から信望を集めたようである。まもなく、修道士をはじめとした有力な市民たちが、シュチェパンの正体はロシアから亡命した皇帝ピョートル3世であるという噂を流し、彼を擁立し始めた。この噂がどのように、誰によって、なぜ創り出されたのかは分かっていない。シュチェパン自身は公には自分がピョートル3世であると一度も言わなかったが、1767年8月には噂がモンテネグロ人の間に広く伝わっていた。シュチェパンがたたえていた神秘的な雰囲気や、彼が周囲に曖昧で思わせぶりな発言をしていたのも、人々が噂をより強く信じるようになる原動力となった。
教会でロシア帝室に祈りが捧げられたとき、シュチェパンは涙を流し、またピョートル3世の遺児パーヴェルの名が出た時には悲しみに暮れて壁へ顔を向けていたと言われている。ある時には、シュチェパンはマイネの正教修道院でピョートル3世の肖像画を目にして泣いていたという。後にシュチェパンの支持者の多くは、ピョートル3世の肖像とシュチェパンは明らかによく似ていたと述懐している。またロシアを訪れた経験がある有力なモンテネグロ人たちが、シュチェパンは間違いなくピョートルであると請け負ったのも、噂の信憑性を高めるのに役立った。もともとモンテネグロには指導力あるリーダーがおらず、また多くのモンテネグロ人がロシアに対して熱狂的な羨望の眼差しを向けていたのもあって、シュチェパンは急速に存在感を高めていった。
噂が知れ渡ったところで、シュチェパンはモンテネグロの人々に向けて布告を出し始めた。内輪での抗争に終止符を打ち、正教の教義を尊重し、外敵との戦争に備えるよう命じるとともに、豊かな見返りが得られるだろうと触れ回ったのである。彼は自分がピョートルであると認めることも否定することも拒み、文書には「シュチェパン・マリ、地上で最も小さく、善なる上に善なる者」と署名していた。シュチェパンの布告を受けて、1767年10月3日にモンテネグロの氏族長や領主が首都ツェティニェで会合を開き、翌年4月23日（聖ゲオルギオスの日）までモンテネグロ内でのすべての氏族間抗争を止めるということで合意を結んだ。しかしシュチェパンはこの休戦協定を認めず、貴族たちから届けられた文書を引きちぎって踏みつけた。そして彼らが一時的ではなく永久に平和を保つと誓うよう要求した。シュチェパンが君主らしく不快感を露わにしたということで、モンテネグロ人たちはますます彼がピョートルその人であると確信するようになった。モンテネグロ人たちの高揚ぶりは、ロシアで本物のピョートル3世に謁見した経験があるはずの主教公サヴァが、当初のみながらシュチェパンの主張を受け入れてしまったほどであった。
10月17日、モンテネグロの氏族長たちや領主たちが再びツェティニェ近くの平原に集った。修道僧が、400人ほどとされる貴族や軍人たちにむけてシュチェパンの命令を読み上げた。群衆はこれを受け入れ、永久に平和を保つことで合意した。この時点でモンテネグロ人の大部分はシュチェパンがピョートルであると信じており、こぞってヴェネツィア領のマイネ村を訪れシュチェパンに臣従礼をとった。11月2日、モンテネグロ人たちは正式に、シュチェパンがピョートルであると認定する憲章を発した。
1768年2月前半、ロシア駐コンスタンティノープル大使から主教公サヴァのもとに、シュチェパンは僭称者であると確約する書簡が届いた。サヴァはこの書簡を使って人々に真相を伝えようとした。ところがモンテネグロ人たちは、この不愉快な現実よりも、夢ある噂の方を頼った。サヴァは財産と世俗権力を奪われ、自身の修道院に軟禁された。さらにシュチェパンは復讐のため主教公の財産を略奪した。
1767年のうちに、シュチェパンはモンテネグロの事実上の君主として推戴された。本来の統治者であった主教公を押しのけ、1768年2月にはモンテネグロの絶対君主として、モンテネグロ史上初めてかつ唯一となる「ツァル」（ロシアの「ツァーリ」に相当）の称号を名乗った。4月、シュチェパンはモンテネグロの領内に居を移し、以後終生モンテネグロに居住した。彼が権威と人々からの愛を手に入れられたのは、彼がピョートルであるという認識が広く浸透していたために他ならなかった。シュチェパン自身は、自分がピョートルであることを公に肯定も否定もしないままに、わずか数か月の間に権力を手に入れ、モンテネグロ人を統合し、それまでの正統な君主をその地位から放逐するまでに至った。モンテネグロ人は、ピョートル3世がシュチェパンとしてモンテネグロにいると信じているうちに、近いうちにモンテネグロとロシアが手を組み、オスマン帝国の支配からバルカン半島の正教徒を解放するのだという期待を膨らませていった。

## モンテネグロ統治

シュチェパン・マリの時代に用いられたモンテネグロ国旗

シュチェパン・マリの短い治世の間、それまで日常的に起きていたモンテネグロ氏族間の抗争は沈静化した。その結果モンテネグロに、これまでに無い平和と人々の結束がもたらされた。シュチェパンは各地の氏族長たちの権利を尊重し、彼らも秩序を守った。またシュチェパンは、聖界と世俗権力を分離する社会政治改革に取り組み、それまでモンテネグロで聖職者たちが握っていた権力体制を切り崩した。モンテネグロに「ロシア皇帝」が現れたという一報により、モンテネグロはヨーロッパ中から注目を浴びるようになった。シュチェパンの台頭は至る所で話題となり、政治的な熱狂を引き起こしたところもあった。モンテネグロと接するヴェネツィア領やオスマン領の国境地帯では、地元勢力が宗主への貢納を止めるようになった。この動きを見て、オスマン帝国は大規模反乱の勃発に繋がることを危惧するようになった。またモンテネグロの戦士たちは、周辺のヴェネツィア領やオスマン領を襲撃していった。
ヨーロッパ中でもっぱら問題となったのは、シュチェパンの正体であった。ハプスブルク帝国の首都ウィーンにいる官吏や外交官の間では、シュチェパンが偽物の僭称者であるという点では皆の認識が一致していたものの、シュチェパンが何を求めているのか、また彼の唐突な台頭で誰が利を得るのかという点については推測の域を出るものがなかった。
シュチェパンの時代、モンテネグロの旗が製作された。白地を赤い枠で囲み、旗竿の上に金の十字を載せたデザインであった。

### ロシア帝国の反応

ロシア皇帝エカチェリーナ2世（1780年代の肖像画）

1767年11月16日、コンスタンティノープルに駐在するロシア大使アレクセイ・オブレスコフは、ヴェネツィアのバイロ（領事）ロシーニと話していて初めてシュチェパンのことを聞かされたものの、この時点ではまだ深刻には受け止めなかった。ところが翌17日、オブレスコフのもとに主教公サヴァからの知らせが届いた。サヴァはシュチェパンがピョートル3世なのかどうか判断がつかず、どちらにせよエカチェリーナ2世の怒りを買うのが恐ろしいということであった。そのうえで「ピョートル3世は死んでいるのか生きているのか、もし生きているならまさにモンテネグロに居ることになります」とオブレスコフに問うてきたのである。オブレスコフは同日のうちに「私からの答えとしては、全ロシアの皇帝ピョートル3世は1762年7月6日に崩御し、粛々とあらゆる尊厳のもとにアレクサンドル・ネフスキー修道院の聖堂教会で、誉れ高き祖父ピョートル大帝の隣に埋葬されました。」と返信した。またピョートル3世が生きている可能性を信じてしまっているサヴァに苛立ったオブレスコフは、「猊下（サヴァ）が今に至るまでこれを知らされず、また猊下が、猊下の無知なる民とともに、この僭称者にして浮浪者を信じるという過ちに陥りかけているということに驚きを感じております。」とも付け加えた。さらにオブレスコフはサヴァに、直ちにシュチェパンが詐欺師だと暴露してモンテネグロから追い出すよう助言し、さもなくばモンテネグロはロシアの寵を失うかもしれないと警告した。その後、サヴァはこの助言に従い前述の通り行動に出たものの、シュチェパンの権力掌握を止めることが出来なかった。
1767年12月10日、オブレスコフはロシア宮廷向けにシュチェパンについての報告を行った。彼はエカチェリーナ2世に、もしシュチェパンがオスマン領に入ったという知らせがあれば、対応策とともに自身に伝えてくれるよう求めた。一方でモンテネグロのシュチェパンも、自分の存在をロシア宮廷に示そうとしていた。おそらくシュチェパンはサヴァがオブレスコフと連携を取っていることを察知しており、自身を失脚させようというサヴァの企みをくじこうとしていたと考えられている。シュチェパンがピョートル3世であると信じている者たちがいる状況においては、彼がロシアに使節を送るということ自体がまた彼の名声を高めることとなった。1767年12月から1768年1月にかけて、4人の使節がウィーンのロシア大使館にむけ派遣された。しかし彼らは全員オーストリア国境で拘束された。ロシア大使館がこの後に彼らの動向を知ったのは2月になってからで、使節のうちの2人グリゴリェ・ドレカロヴィチと掌院アヴァクーム・ミラコヴィチが絶望的な調子の書簡を送ってきた時であった。2月20日、ロシア駐ウィーン大使ドミトリー・ゴリツィンはエカチェリーナ2世へ「このピョートル3世の名で知られるモンテネグロのメシヤは、己が無知で愚かな民に驚くべき啓示をするのに飽き足らず、己が使徒を通じて全世界にむけ己を賛美しようとしております。」と書き送った。モンテネグロの使節が自分に送ってきた書簡については「まったくもって軽蔑するに値する」と評していた。
エカチェリーナ2世は、こうした情報を前に危機感を抱いていた。彼女は直ちにロシア西方国境地帯の都市の司令官に向け「僭称者が似たような使節をロシアへ派遣してくる可能性があり、また場合によっては彼自身が我らの領域内に入り込もうとするかもしれない」と注意喚起する命令を送った。国境地帯にあるスモレンスク、リガ、レヴァル、ヴィボルグ、キエフ、ノヴォロシースクの各当局は、怪しい旅行者、特にモンテネグロから来た者はすべて拘留するよう命じられた。駐ウィーン大使館の顧問官グレゴリー・メルクは、直ちにヴェネツィア経由でモンテネグロへ赴き、エカチェリーナ2世からモンテネグロ貴族宛てにピョートル3世の死を証明する書簡を届けるよう指示を受けた。この書簡の中では、もしシュチェパンの嘘を暴露し廃位しなければ、ロシアはモンテネグロへの援助を打ち切り、場合によってはモンテネグロへ侵攻して滅ぼすという警告も付記されていた。メルクは1768年4月2日にウィーンを発ったが、ヴェネツィアがオスマン帝国の怒りを買うのを恐れてメルクの領内通行を拒否した。長きにわたる交渉の末、メルクはコトルまでの通行を許された。しかしすぐに、ヴェネツィアが彼の行く手を封鎖し、モンテネグロ貴族との面会も妨害していることが明らかとなった。メルクはラグサ共和国経由でのモンテネグロ入りも試みたものの、ラグサ市に市門をくぐることすら拒否され、ついに断念して8月にウィーンに帰還した。エカチェリーナ2世は激怒し、直ちにメルクを解任させた。
またロシアは、モンテネグロ使節の一人アヴァクーム・ミラコヴィチを説き伏せ、シュチェパンが偽物であると理解させたうえでモンテネグロに送り返そうともした。ミラコヴィチはこれに同意したものの、ロシアが期待したシュチェパンの正体を明らかにするという任は担えなかった。実際のところシュチェパンが何者なのか、ミラコヴィチも知らなかったからである。ともかくもシュチェパンが僭称者であると暴露するべく、ミラコヴィチはギリシア人商人に変装して8月13日にウィーンを出発した。しかしヴェネツィアからはメルクの時と同様の封鎖によって通過できず、オスマン帝国側をみても、ちょうどオスマン帝国とモンテネグロの間で戦争が始まったところであった。結局、ミラコヴィチも任務を果たせないままウィーンに帰った。

### オスマン帝国の侵攻
偽皇帝シュチェパンの排除は困難を極めていた。ヴェネツィアは早ければ1767年から彼を毒殺する陰謀を立てていたが、失敗に終わった。オスマン帝国は、ロシアがシュチェパンをモンテネグロに据えたのだと信じており、これもまたモンテネグロ情勢を強く警戒していた。1768年秋、オスマン帝国はシュチェパン政権を転覆させるべく、モンテネグロ侵攻の計画を立てた。5万人の兵が召集され、異なる3方面からモンテネグロへ進軍した。ルメリアのベイレルベイはニクシッチ方面、ボスニアのベイレルベイはポドゴリツァ、シュコダルのパシャはツルムニツァ・ナヒアの方面から攻め寄せ、その総勢はそれまでモンテネグロに攻め込んだオスマン軍の中でも例が無い大規模な軍勢となった。
この動きに応じて、ヴェネツィアはモンテネグロの海岸線を封鎖した。さらにモンテネグロ人が弾薬を奪いに来るのを防ぐため、スピチャとグラホヴォの最前線に守備隊を展開した。モンテネグロは完全に敵勢力による包囲下に置かれた形となった。
シュチェパンはオスマン帝国の侵攻を前にして、一時職責から逃れていたようである。モンテネグロ側には、軍資金も弾薬もほとんど備蓄がなかった。しかしシュチェパンのもとで団結していたモンテネグロの諸氏族は、祖国を防衛するべく、1万人に上るともされる連合軍を結成した。彼らは圧倒的に無勢な寄せ集めでありながら、奇跡的に緒戦でオスマン軍に勝利をおさめた。「モンテネグロ人に弾薬を送る最善の方法は、それを彼らの敵に送ること」という当時の格言通り、モンテネグロ軍はまず10月にオスマン軍の補給部隊を襲って大量の弾薬を奪った。思わぬ成功で士気が上がったモンテネグロ軍は、同月28日にチェヴォ近郊で、寡兵をもってベイリルベイ2人が率いてきたオスマン帝国の大軍を破った。11月初旬になると、モンテネグロを嵐が襲った。ツルムニツァに向かっていた最後のオスマン軍の火薬を積んだ荷車が雷の直撃を受けて爆発し、恐れをなしたオスマン軍は逃走した。同日、ヴェネツィア軍の軍中でも似たような事故が起こり、撤退を余儀なくされた。さらに時を同じくしてロシアとオスマン帝国の戦争が始まったため、オスマン帝国はモンテネグロと停戦協定を結ばざるを得なくなった。

### ドルゴルコフのモンテネグロ行

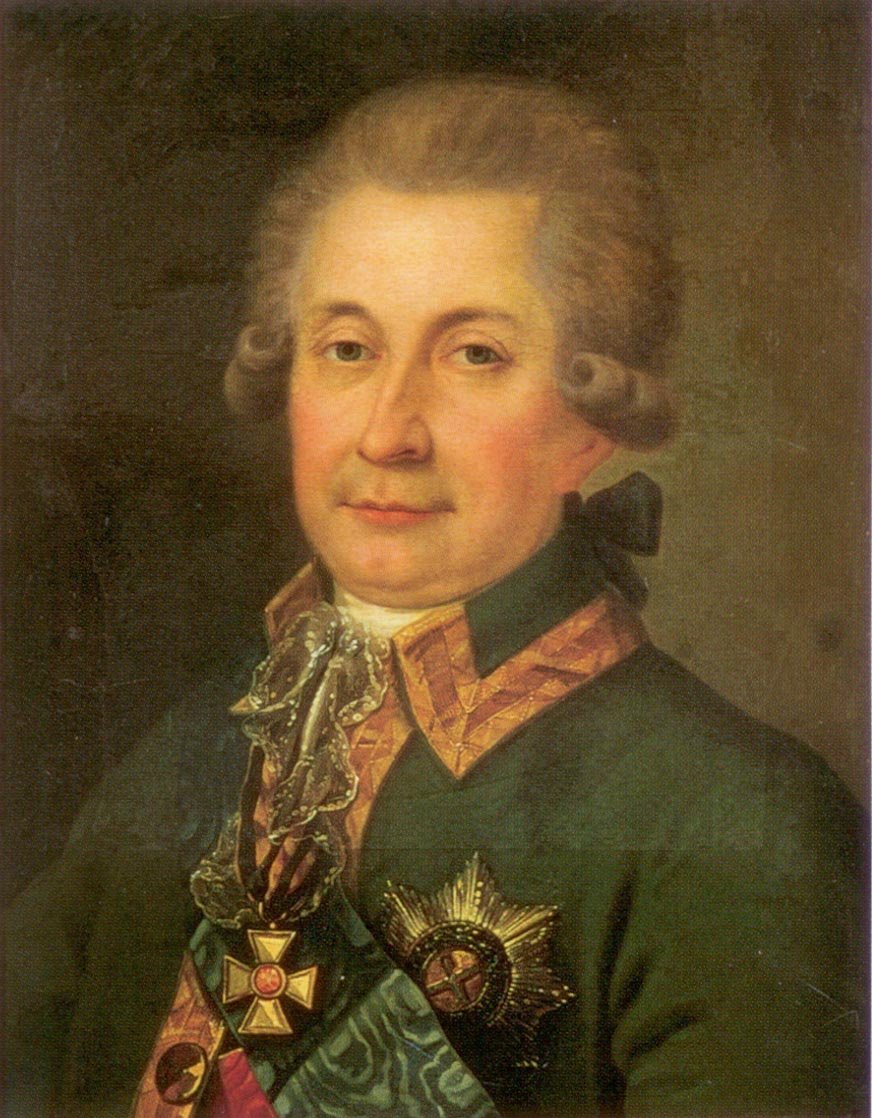
ユーリイ・ドルゴルコフ（1780年代の肖像画）

ロシアのエカチェリーナ2世は、対オスマン帝国戦略の一環として、モレアスのギリシア人などオスマン帝国支配下にあるバルカン半島中の正教徒たちを決起させ、ロシア軍を援助させようと考えていた。1769年8月5日、エカチェリーナ2世に特に重用されていた軍人アレクセイ・オルロフの命を受けて、ユーリイ・ドルゴルコフの使節団がイタリアからモンテネグロへ出立した。目的は、シュチェパンを追い落としたうえで、新たなロシア軍部隊をモンテネグロに進駐させる下地を準備することであった。使節団にはドルゴルコフの他に、士官5人、下士官2人、従僕1人、イタリアで雇用されたバルカン・スラヴ人26人がいた。常にヴェネツィアの監視を受け続ける5日間の厳しい旅の末、ドルゴルコフらはモンテネグロにたどり着き、地元民に助けられ荷役を頼んだり物資を分けてもらったりした。8月13日、ドルゴルコフはツェティニェ近くのドニ・ブルチェリ修道院でシュチェパンと対面した。またドルゴルコフは全モンテネグロ人に向けて、8月17日にツェティニェで開かれる大集会へ代表を派遣するよう求める布告を出していた。
8月13日の面会で、シュチェパンは朝9時ごろ、近衛の騎兵を伴って修道院にやってきた。ロシア側の記録によれば、シュチェパンの人となりは若く30歳頃で、顔立ちは青白くて薄く、黒く輝く巻き髪を耳の後ろへ緩くなでつけており、中背であったという。彼の声は女性のように「か細く」、早口であったとされている。またこれによれば、シュチェパンは本物のロシア皇帝とまったく似ていなかった。装いは「ギリシア人のスタイル」で、白い絹のチュニックを着て、頭の赤い帽子は一度たりとも外すことが無く、またトルコ人のパイプを使っていた。また右脇から左肩に鎖をかけ、イコンを着けたポーチをぶらさげていたという。
シュチェパンとドルゴルコフの面会は午後5時まで8時間におよび、あるドルゴルコフの随員によれば「曖昧で目まぐるしい会話の中で、ただ無意味であるということ以外に結論を見いだせた者はいなかった」。2人は翌日も顔を合わせた。同じ筆者によれば、シュチェパンは前日より明らかに謙虚で丁重な態度をとるようになっていたものの、やはり議論が実を結んだようには思えなかったという。ロシア人使節がモンテネグロにやってきたという知らせはモンテネグロ人たちの愛国心を掻き立て、興奮してオスマン領への略奪行へ繰り出した者たちが小競り合いを起こしていた。十分な準備が無いまま対オスマン蜂起に至ることを恐れたドルゴルコフは、そうした敵対行動をしばらくのところ止めるよう非難する声明を出した。ドルゴルコフがモンテネグロ入りしただけで情勢は不安定になり、ドルゴルコフ自身もそれを統御しきれていなかった。
8月15日、ドルゴルコフはシュチェパンを失脚させるべく、ツェティニェに赴いた。17日、教会での礼拝が終わったのち、ツェティニェ市外でドルゴルコフが招集した大集会が開かれた。この場には、2人の重要人物が姿を見せていなかった。一人は主教公サヴァで、自身に危害が及ぶのを恐れて仮病を使い引きこもっていた。もう一人はシュチェパンで、事態の成り行きを注意深く伺おうとしていた。シュチェパンはドルゴルコフらロシア使節団を無力化しようと、彼らがモンテネグロ人分断のためヴェネツィアが差し向けた偽物だという噂を流そうとしたが、うまくいかなかった。逆に使節団はモンテネグロ人に、シュチェパンが詐欺師であると暴露し、僭称者である彼を放逐して真のロシアの支配者エカチェリーナ2世に忠誠を誓うようもとめた。集まっていた群衆の間からは同意の大歓声が上がり、彼らはロシアへの臣従を誓った。
これで任務は成功したと思い眠りに就いたドルゴルコフであったが、彼の滞在するツェティニェ近くの修道院のもとに武装したシュチェパンと近衛騎兵たちが押し掛けたのは翌朝5時ごろのことであった。モンテネグロ人たちは前日にシュチェパンが僭称者だという事実を受け入れてエカチェリーナ2世に忠誠を誓っていたにもかかわらず、歓喜してシュチェパンを迎え入れ、その後に続いた。もしここで彼がドルゴルコフとの再対面を避けていればモンテネグロ人からの信頼は完全に失墜していたと考えられるが、シュチェパンは英雄を演じて権力を取り戻しにきたのであった。シュチェパンは修道院の外で、群衆に向けて数時間にわたり自説を論じ続けた。ドルゴルコフはモンテネグロ貴族たちにシュチェパンを拘束するよう何度も命じたが、誰一人従おうとしなかった。最終的にドルゴルコフが自身の配下にシュチェパンの逮捕、もし抵抗するならば殺害までを命じるに至って、モンテネグロ人たちも沈静化した。しかしこの命令もすぐには実行できず、シュチェパンは捕縛されることなくモンテネグロの支配者然とした態度で、騎乗したまま修道院の門に到着した。

### 投獄と復活
シュチェパンは直ちに武装解除され、尋問を受けることになった。ドルゴルコフは彼に正体を明かすよう迫ったが、シュチェパンはただ「放浪者にして、地上で最も小さき者」と返答するのみであった。満足できないドルゴルコフは、ピョートル3世を騙った動機を尋ねた。これについてシュチェパンは、実のところ自分がピョートルだと名乗ったことは一度もないと答えた。これは理屈の上では間違いでもないが、誠実な答えとは言い難かった。ドルゴルコフは、もし本当の出自と本名を明かさなければ拷問にかけると脅した。するとシュチェパンはギリシアのヨアニナから来たと言い出したが、ギリシア語を話せない彼がまた嘘をついていることは明らかだった。脅迫に脅迫が重ねられた末、シュチェパンは自分がダルマチア人で、家名はライチェヴィチであると供述した。これが真実である確証は無かったものの、ロシア人たちはシュチェパンが詐欺師であったと自白したことに満足し、彼を修道院の独房の鎖につないだ。シュチェパンがピョートル3世ではないと認めたことは、修道院の外の群衆にも伝えられた。
ロシア側の記録によれば、ここに至ってようやくモンテネグロ人たちは事実を受け入れた。怒りのあまり、もしドルゴルコフの部下たちが止めに入らねばシュチェパンを殺しに行こうとする勢いであった。代わりにドルゴルコフが、人々の信望を集めるロシア使節団の長として、事実上のモンテネグロ統治者の座に収まった。しかし間もなく彼は、とてもその権力をふるえるような状況ではないことに気付くことになった。
オスマン帝国が国境地帯で再侵攻の準備を進めている危機的な状況であるにもかかわらず、シュチェパンがいなくなったことで、モンテネグロの諸氏族はまたもや抗争を再開し、互いの領地を襲撃しあうようになった。ドルゴルコフは秩序を保ってロシア軍の増援を待つよう命じたが、これは無視されたばかりかモンテネグロ人たちの怒りを買う結果に終わった。ドルゴルコフは、自分の命も危うくなってきていることに気付いた。オスマン帝国は彼の首に懸賞金をかけており、ドルゴルコフは身の回りにいるモンテネグロ人が誘惑される恐れが十分あると感じていた。またヴェネツィアも、ドルゴルコフに毒を盛ろうと何度も陰謀を張り巡らしていた。ある時にはドルゴルコフがいた拠点の火薬庫が爆発し、後からこれがドルゴルコフ暗殺を企むオスマン帝国の差し金であったという証拠が出てきたこともあった。ロシア軍からも、冬が近づいてきているのに一切連絡が届かないとなって、ドルゴルコフはついにモンテネグロを離れてイタリアへ帰還することにした。
船を調達した後、ドルゴルコフは主教公サヴァに、ブルチェレ修道院で冬を越す心づもりでいると伝えた。サヴァが裏でヴェネツィアに通じていることを察していたドルゴルコフは、海岸へ近づく前にサヴァを欺き自分の逃亡計画を隠し通すべく、偽りを伝えたのであった。サヴァは、常にロシア人たちを監視下に置いてヴェネツィアに報告できるようにしておきたかったので、ブルチェレではなくスタニェヴィチにある自身の修道院で冬を過ごさないかと提案した。ここは海に近かったので、ドルゴルコフもひとまず同意することにした。
ドルゴルコフとサヴァは、不測の事態を避けるため秘密裏にシュチェパンの身柄をスタニェヴィチへ移すということも合意した。10月19日夜、シュチェパンはスタニェヴィチへ連行され、ドルゴルコフらもそれに続いた。牢を警備する者がいなくなったことで、モンテネグロ人の一団がシュチェパンを救出するべく独房へと突入してきたが、その時にはすでに牢屋内には誰もいなかった。ロシア人たちは10月24日にモンテネグロを出立することにしたが、まだシュチェパンに対する処置が解決していなかった。ドルゴルコフは同じ修道院にいるシュチェパンを呼び出し、ピョートル3世を騙った罪は死刑に相当すると言い渡したうえで、その罪を赦免し、代わりにロシア軍将校の軍服を渡した。シュチェパンにロシア軍将校の身分を与え、正式にモンテネグロの統治者に任じたのである。
ドルゴルコフがシュチェパンを放免したのは、おそらくヴェネツィアと通じている無能なサヴァの手にモンテネグロを渡したくなかったためであったと考えられている。それに引き換えシュチェパンはモンテネグロ国家を統御する能力を有しているというのがドルゴルコフの判断であった。見返りに、シュチェパンはロシア人使節が闇夜に紛れて崖のような海岸を下り脱出する道案内を買って出た。後にドルゴルコフは、回顧録に「そうした場所に慣れているシュチェパン・マリが、ほとんどその腕で抱えてくれていなければ、私は本当に深淵に転落していたことであろう。」と綴っている。翌朝6時、ドルゴルコフらの一団はモンテネグロを離れ、二度と帰ってくることは無かった。

### 二回目の治世

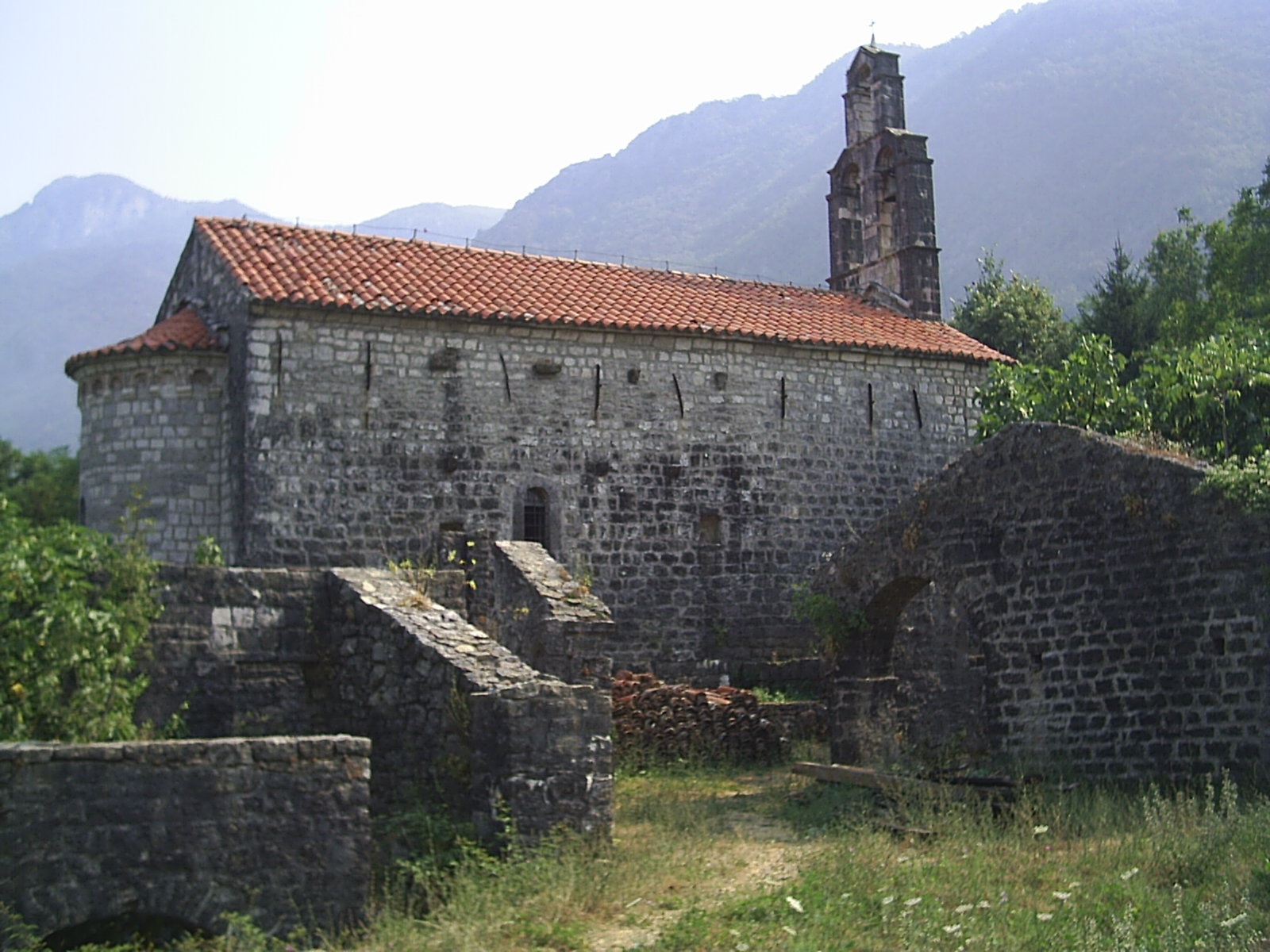
ドニ・ブルチェリ修道院。シュチェパンはここに宮廷を置き、最期はここで暗殺された。

投獄されるに至った一件でシュチェパンの威信はいくらか傷つきはしたものの、相変わらず彼はモンテネグロ人たちに広く認められた存在であり続けた。ドルゴルコフの逃亡を知りロシアに見捨てられたと感じたモンテネグロ人たちは、慣れ親しんだシュチェパンの統治が戻ってくるのを歓迎し、以降彼の死まで5年間従い続けた。シュチェパンがピョートル3世ではないと判明したのは、むしろ好都合ともいえた。もはやモンテネグロがエカチェリーナ2世の怒りを買う理由は無くなった。それどころかドルゴルコフによる任命を経たことで、いまやシュチェパンが君臨する正当性は間違いなくロシアのお墨付きを得た形になったためである。
シュチェパンはオスマン帝国と戦うための準備を進めたが、全面的な軍事行動に出ることはなかった。その主な理由としては、ドルゴルコフへの待遇が芳しくなかったことに失望したアレクセイ・オルロフが、モンテネグロに援助を送ると約束しながら結局履行しなかったことが考えられる。1771年半ば、シュチェパンは事故で瀕死の重傷を負った。山を越えるための軍道建設を視察していた時、ある兵士に手ずから地雷の埋め方を教授していたところ、その地雷が爆発したのである。この事故でシュチェパンは体の自由が利かなくなり、片目を失明した。これ以降、シュチェパンはラグサから贈られた煌びやかな輿に乗って移動するようになった。あるヴェネツィアの使節は、シュチェパンの姿を「まるでローマの独裁官のよう」と評した。
またこの1771年、シュチェパンはモンテネグロ史上初めて国勢調査を行った。表向きの目的は、ドルゴルコフが置いていった弾薬を平等に分配するためであった。またシュチェパンはオスマン帝国との戦いに備えて、シュコダル湖近くのヴィルにロシア軍の援軍が来た時に本部となるべき建物を建設した。1771年10月のヴェネツィアの報告書には、「彼（シュチェパン）は彼ら（モンテネグロ人）に、トルコ領のアルバニアへの遠征をすると騙り、いつかそれを支援するべく兵と物資を載せたロシア艦隊がやってくると約束していたが、今のところそうした期待は失望に変わるばかりで、彼が往時のような信望を集められなくなっているのもおそらくそのためであろう。」と記されている。
この1771年の間、シュチェパンが公の場に姿を現すことはほとんどなかった。しかし翌1772年になると、彼の権威はまたも高まり始めた。この年の秋に度重なる交渉決裂の末にオスマン帝国と再び戦争することになったロシアが、バルカン半島に残る唯一の正教徒の砦としてふたたびモンテネグロを重視するようになったためである。10月、ロシア軍に曹長として従軍していたサヴィチ・バリャモヴィチというモンテネグロ人司祭がモンテネグロに帰ってきて、ロシアがシュチェパンの指導力を信頼しているとして、モンテネグロ人たちに己の統治者に従うよう呼び掛けた。シュチェパンはモンテネグロ人貴族や民衆を呼び出して集会を開き、政府権限を強める施策を打ち出していった。彼は短い治世の間に、こうした集会を25回開催した。これを通して、モンテネグロの諸氏族に、自分たちに共通する利害があることを認識させたのであった。またシュチェパンは、抗争と復讐の連鎖を止めるため、また略奪行為を罰するために、それぞれ9回死刑判決を下した記録が残っている。モンテネグロに死刑の法制度を導入したのはシュチェパンが初めてだった。国内の司法を統括するため、シュチェパンは信望ある氏族長指導者たちからなる「十二人法廷」を組織し、モンテネグロ各地を巡回して裁判を行わせた。また場合によっては政敵である主教公サヴァとも手を組み、地域内で独立教会を再組織しようとした僧を罰する際に協力するなどした。外交面ではヴェネツィアと和を結ぶことに成功し、ヴェネツィア領への襲撃を禁止し、違反したモンテネグロ人に残忍な刑を科すなどして関係を維持できるよう尽力した。

### 暗殺
結局のところ、シュチェパンが本気でオスマン軍に戦争を挑もうとしていたかどうかは定かでない。しかしオスマン帝国としては、彼の存在は明白な脅威であった。1773年、オスマン帝国のアルバニア県令は、シュチェパンの排除に着手した。モレアから亡命してきて、最近になってシュチェパンに召使として近侍するようになったギリシア人が、カラ・マフムト・パシャに買収された。1773年9月22日、シュチェパンが宮廷として使っていたドニ・ブルチェリ修道院の修道僧たちがシュチェパンの寝室に入ってみると、そこで彼は喉を耳から耳まで切り裂かれ息絶えていた。

## 素性
シュチェパンの正体は不明であるが、少なくともロシア人でなかったことは確かである。シュチェパンという自称を本名であったと判断するに足る証拠はほとんどない。意図的に選んだ偽名だったとすれば、その由来はシュチェパンという語そのものの語源（ギリシア語で「王冠」を意味するステファノス）、そこから派生して代々「ステファン」を名乗った中世セルビアの君主たち（ステファン・ドゥシャンら）にある可能性が考えられる。その後に続く「マリ」（「小」、「小さき」、「謙虚な」の意）という通称もシュチェパンが自称したものであるが、由来は不明である。
ロシアなどが送り込んだエージェントであるという説も当時から取りざたされていたが、ドルゴルコフは回顧録の中でシュチェパンを「単なる冒険家」だとして、いずれかの国のエージェントではないと断言している。
現代の比較的新しい研究では、シュチェパン・マリの前半生を別の歴史人物と符合させられるという仮説も出ている。ラスティスラヴ・ペトロヴィチ (2001)とドゥシャン・J・マルティノヴィチ (2002)は、それぞれ独自に、シュチェパンはヨヴァン・ステファノヴィチ・バリェヴィチという、初めて博士論文を執筆したモンテネグロ人として知られる人物と同一人物であるという説を提唱している。バリェヴィチはハンガリーでしばらく旅券偽造など様々なやり方で金を稼いだ後、ロシア帝国陸軍の将校となった。1769年に死去したというのが定説であるが、ペトロヴィチとマルティノヴィチは、バリェヴィチが実際には1769年の数年前に行方をくらまし、モンテネグロへ向かったという証拠を示している。ただ、仮にバリェヴィチが後のシュチェパン・マリであるという説が正しかったとしても、彼の動機は依然として謎に包まれたままである。

## 評価と後世への影響

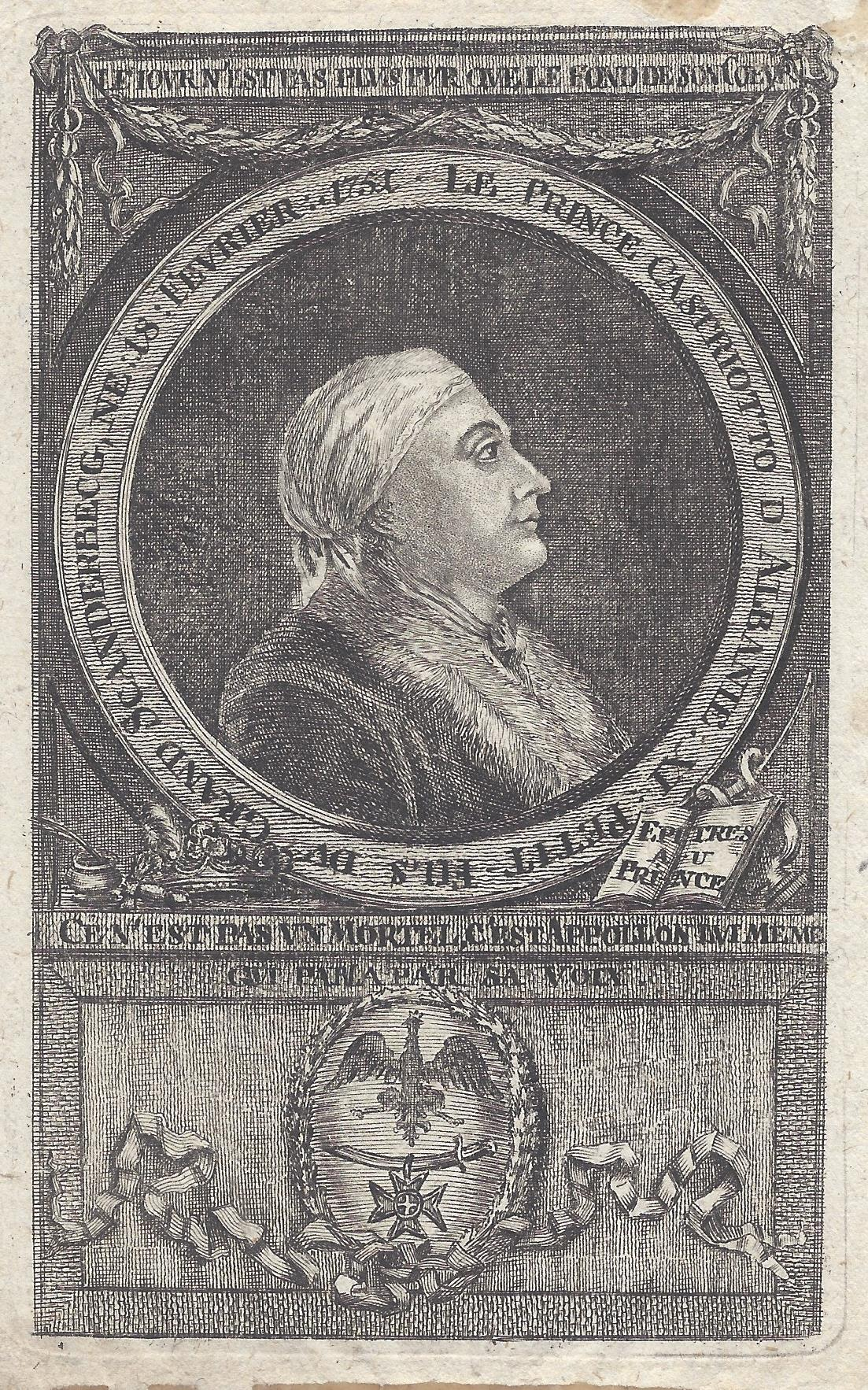
ステファノ・ザノヴィチの肖像。ここでは「アルバニアのカストリオット」という仮名が書かれている。死んだ「皇帝」シュチェパン本人を僭称してモンテネグロを乗っ取ろうと試みるなどし、後に初めてシュチェパンの伝記を執筆し、1784年に出版した。

シュチェパン・マリは、それまでのモンテネグロの歴史の中でも特に有能な指導者であった。彼の統治の遺産はある程度後の時代まで継承された。例えば80人の部隊を擁する初めての真に中央集権的な統治機構が設立されたことは、モンテネグロが国家として再形成されていくのに重大な役割を果たした。またそれまで内部抗争に明け暮れていたモンテネグロに平和と秩序をもたらし、氏族の指導者たちからなる法廷を設立して、氏族間の諍いを闘争や流血によらずに裁く制度を打ち立てたことも特筆に値する事績である。
シュチェパンを扱った初めての出版物は、モンテネグロ・セルビア人の著述家・冒険家ステファノ・ザノヴィチが1784年に出版した『スティエパン・マリ、ロシア皇帝偽ピョートル3世』 (French title: Stiepan-Mali, le pseudo Pierre III, empereur de Russie)である。現代の歴史学者ステファン・トライコヴィチ・フィリポヴィチは、この作品を謎に包まれた奇書だとしている。まず発行地が不明で（著者はインドで出版したと主張しているが、実際はパリかロンドンである可能性が高い）、最初に世に出た時点で既に5版目であると謳っており、さらにザノヴィチは署名もせず著者不明としておこうとしていた。この本の中でシュチェパンは、精力的で勇敢だが、腹黒く権力を得るために手段を択ばない男として描かれている。シュチェパンがモンテネグロに来たのは、モンテネグロの民が彼を信じるほど純朴だと思っていたからに他ならないとしている。またモンテネグロの指導者に上り詰めたシュチェパンは暴君となり、わずかな反抗にも苛烈な罰を与えたとしている。またザノヴィチの言では、オスマン帝国を打ち負かしたシュチェパンは、全バルカンを征服するべく大遠征を計画していたという。ザノヴィチは結論として、シュチェパンは疑いようもない僭称者であり、望むものを得るために、奇跡を信じる一般人たちを操るべく手を打っていった人物だとした。ザノヴィチの記述が非常に詳細であることから、仮にその多くがザノヴィチの捏造であるとしても、彼がシュチェパンに直接会っていた、あるいはシュチェパンに会った人物から情報を得ていた可能性がある。ザノヴィチ自身もシュチェパンに触発されて、1776年にプロイセン王フリードリヒ2世に書簡を送り、自分はシュチェパン本人であり、世の中では自分が死んだという嘘が信じられている、などと主張したこともあった。
1828年、ドイツ人作家カール・ヘルロスゾーンがシュチェパンを題材にした小説を出版した。『モンテネグロの首長』(Der Montenegrinerhäuptling)と題したこの小説では、シュチェパンの正体は「ステファノ・ピッコロ」（「小さきステファン」の意）という名のヴェネツィア将校で、皇帝になる夢を抱いてモンテネグロにやってきたのだとしている。モンテネグロ人の信頼を得たステファノは、ロシア皇帝ピョートル3世を騙って権力を奪取した。彼が偽物であると知っている人々は真実を暴露しようと陰謀を画策し、対するステファノもロシア皇帝の姿を貫き通せないことを自覚していて、権力維持と引き換えにオスマン帝国にモンテネグロを売り渡そうとした。しかしこの企みが露わになった時、ステファノは逮捕され斬首された、という結末となっている。
セルビア人詩人・歴史家・冒険家シマ・ミルティノヴィチ・サライリヤは、1835年に出版したモンテネグロの歴史書『ツルナ・ゴーラの始まりから今に至るまでの歴史』 (Istorija Crne Gore od iskona do novijeg vremena)の中で数ページをシュチェパンに割いている。これによれば、シュチェパンの短い治世はサライリヤの時代になってもモンテネグロ人の間で平和と繁栄の時代として記憶されている一方で、シュチェパン本人については嘘で権力を手にした、子供じみた軽薄な人物とされており、力も能力もなく人格的な美点も無かったと評価されている。サライリヤの同時代人でセルビア人言語学者・歴史家のヴク・カラジッチも、1837年に出版したモンテネグロ史の書籍『モンテネグロとモンテネグロ人：ヨーロッパ・トルコ人とセルビア人の知識への貢献』(Montenegro und die Montenegriner: ein Beitrag zur Kenntniss der europäischen Türkei und des serbischen Volkes)の中でシュチェパンの記述に数ページを使っている。カラジッチは、シュチェパンがピョートル3世であるという噂が広まり始めた時点でそれを止めるのは不可能であり、次々とモンテネグロ人の間に広まっていったのだとしている。盗みや略奪に対する刑罰は苛烈だったとしつつも、人々は全面的にシュチェパンに従い、彼が初めて危うくモンテネグロを滅ぼしかけたオスマン帝国との戦争のことも忘れることを選んだのだ、としている。

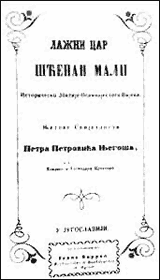
ペータル2世ペトロヴィチ・ニェゴシュが執筆した劇『偽皇帝シュチェパン・マリ』（Lažni car Šćepan Mali）の初版ファクシミリ本（1851年）

モンテネグロ主教公ペータル2世ペトロヴィチ・ニェゴシュ（在位: 1830年-1851年）は、シュチェパンの生涯をもとに史劇『偽皇帝シュチェパン・マリ』（Lažni car Šćepan Mali）を執筆し、1851年に出版した。この劇は、有名な詩人であったペータル2世の他の作品群の中で長らく埋もれていて、1969年にモンテネグロ国立劇場で初演された。ペータル2世はシュチェパンに否定的で、臆病な嘘つきとして描き、彼の生涯についての物語でありながらシュチェパン本人にごくわずかな役割しか与えていない。この劇はシュチェパンの伝記的な作品ではなく、むしろモンテネグロ人そのものと彼らの政治的統一にかけた望みを描いた政治劇だといえる。この主題は、ペータル2世が生きた時代にも通じるものであった。シュチェパンは、あくまでもモンテネグロ人たちの統合への思いが現れた象徴という扱いであった。それとは別に、ペータル2世自身がモンテネグロ主教公であることから、その系譜を一時的に寸断させたシュチェパンに対して個人的に含む所があった可能性もある。
1868年には、セルビア・モンテネグロ人作家スティエパン・ミトロヴ・リュビシャがシュチェパンの伝記『民話によるシュチェパン・マリ』（Šćepan Mali kako narod o njemu povijeda）を出版した。リュビシャは、これまでの文献や同時代史料のほかに、上の世代のモンテネグロ人たちから聞いた民話ももとにしており、シュチェパンの描写もそれまでの文献と比べてバランスが取れたものであった。ここではシュチェパンは平和的で、公正で、謙虚で、賢明で、親切な人物であったとしつつも、騙されやすいモンテネグロ人に付け入った浮浪者でもあったと評価している。リュビシャは、もしシュチェパンの治世がもっと長く続いていればモンテネグロはさらに良い地となっていたと信じており、彼の時代に起きたオスマン帝国やヴェネツィアとの間の紛争と戦災についても「進歩の道程で犠牲を避けることはできない」と述べている。
現代では、シュチェパンを描いた映画が2本製作されている。1作目は『偽皇帝』 (ラトコ・ジュロヴィチ監督、1955年)で、これはモンテネグロ初の長編映画でもあった。シュチェパンは親切で有能な人物として描かれ、最初は自分がピョートル3世であるという噂に乗り気でなかったとされている。この映画で描かれる統合、主権、秩序といった主題は、1950年代当時モンテネグロ（社会主義共和国）が属するユーゴスラヴィア社会主義連邦共和国とソヴィエト連邦の間で高まっていた政治的緊張も反映されていた。2作目は『殺されるべき男』（ヴェリコ・ブライチ監督、1979年）で、これもシュチェパンに好意的な描写をしている。いずれの映画も、悪霊などファンタジー要素を取り込みつつ、シュチェパンの内心の葛藤の描写に重きを置き、彼を誤解された理想主義者としている。彼に騙されたモンテネグロ人のことも、犠牲者としては描いていない。

2002年、シュチェパンの治世を題材とした2作目の演劇が発表された。ミルコ・コヴァチ作の『1766年より1773年までモンテネグロを統治せし偽皇帝シュチェパン・マリ』（Lažni car Šćepan Mali koji je vladao Crnom Gorom od 1766–1773）である。この中でシュチェパンは、当初はモンテネグロのエリート層によって自分たちを富ませる傀儡にするべく祭り上げられた存在だったが、驚くべき才能をあらわして秩序をもたらす。劇の語り手は途中から劇中の一人物としても登場してきて、シュチェパンがピョートル3世であるという証人を連れてくる。事実でないということは誰の目にも明らかであるにもかかわらず、「あなたたちは受け入れねば……皇帝シュチェパン・マリは、死したロシア皇帝ピョートル3世が転生したようなものであると。モンテネグロ人たちは、仮に彼が本当に死んだとしても、まさにここで復活したと信じているのだ。」と語る。劇中で、シュチェパンは「私は死んだ、ゆえにここに留まれるのだ。」という言葉を残して息絶える。彼の死を確認した語り手は、観客に「何世紀が過ぎ、帝国が現れては消えても何も変わることはない。それでも、偽皇帝たちは永遠に生き続けるのだ。」と語りかける。壇上から去ろうとしたとき、語り手はシュチェパンの遺体が消え去っているのに気づき、彼は再び蘇るのかと思いを巡らせるのである。

## 関連文献
- Herloßsohn, Carl (1853) (ドイツ語). Der Montenegrinerhäuptling [The Montenegrin Chief]. Verlag J. L. Kober
- Stanojević, Gligor (1957). Šćepan Mali. Beograd: Srpska Akademija Nauka i Umetnosti. OCLC 871585483
- Zannowich, Stefano (1784) (フランス語). Stiepan-Mali c'est-a-dire Etienne-Petit ou Stefano-Piccolo le pseudo Pierre III, empereur de Russie, qui parut dans le grand-duché de Montenegro, situe entre la mer Egee, l'Albanie Turque & le golfe Adriatique, en 1767, 1768 & 69 [Šćepan Mali, that is to say Stephen the Small or Stefano Piccolo, the pseudo-Peter III, Emperor of Russia, who appeared in the Grand Duchy of Montenegro, situated by the Aegean Sea, Turkish Albania and the Adriatic Gulf, in 1767, 1768 and 1769]